# Yokozuna
Yokozuna (kanji:横綱, hiragana:よこづな) là cấp hiệu lực sĩ sumo chuyên nghiệp cao nhất. Yokozuna có một cách gọi nữa là Hinoshita kaizan (日の下開山) với ý đây là lực sĩ thiên hạ vô song.
Để có được danh hiệu yokozuna phải được Hội đồng Xét phong Yokozuna xét xem có đủ tiêu chuẩn hay không. Tiêu chuẩn để một lực sĩ sumo được phong yokozuna phải là đang có danh hiệu ōzeki và phải vô địch hai mùa giải liên tục. Trong những trường hợp đặc biệt khác, Hội đồng nói trên cũng có thể công nhận đủ điều kiện phong yokozuna cho một số lực sĩ. Đủ tiêu chuẩn là điều kiện để được xét, song chỉ khi tối thiểu hai phần ba số thành viên của Hội đồng tán thành thì danh hiệu yokozuna mới được phong.
Khi được phong danh hiệu yokozuna, lực sĩ sumo có quyền mang danh hiệu đó suốt đời cho dù không còn thi đấu hay thậm chí chuyển sang nghề khác, trừ phi có những vấn đề đặc biệt mà bị Hiệp hội Sumo Nhật Bản tước danh hiệu.

## Danh sách
Sau đây là danh sách các yokozuna xếp theo thứ tự được phong.
| Thứ tự | Lực sĩ                | (kanji)               | Quê quán                                    | Năm được phong | Năm nghỉ thi đấu |  |
| ------ | --------------------- | --------------------- | ------------------------------------------- | -------------- | ---------------- |  |
| 1      | Akashi Shiganosuke    | 明石 志賀之助         | Utsunomiya?                                 | 1624?          | ?                |  |
| 2      | Ayagawa Gorōji        | 綾川 五郎次           | Tochigi?                                    | 1749           | ?                |  |
| 3      | Maruyama Gondazaemon  | 丸山 権太左衛門       | Miyagi                                      | 1749           | 1749 (qua đời)   |  |
| 4      | Tanikaze Kajinosuke   | 谷風 梶之助           | Miyagi                                      | 1789           | 1794 (qua đời)   |  |
| 5      | Onogawa Kisaburō      | 小野川 喜三郎         | Shiga                                       | 1789           | 1797             |  |
| 6      | Ōnomatsu Midorinosuke | 阿武松 緑之助         | Ishikawa                                    | 1828           | 1835             |  |
| 7      | Inazuma Raigorō       | 稲妻 雷五郎           | Ibaraki                                     | 1830           | 1839             |  |
| 8      | Shiranui Dakuemon     | 不知火 諾右衛門       | Kumamoto                                    | 1840           | 1844             |  |
| 9      | Hidenoyama Raigorō    | 秀の山 雷五郎         | Miyagi                                      | 1847           | 1850             |  |
| 10     | Unryū Kyūkichi        | 雲龍 久吉             | Fukuoka                                     | 1861           | 1865             |  |
| 11     | Shiranui Kōemon       | 不知火 光右衛門       | Kumamoto                                    | 1863           | 1869             |  |
| 12     | Jinmaku Kyūgorō       | 陣幕 久五郎           | Shimane                                     | 1867           | 1867             |  |
| 13     | Kimenzan Tanigorō     | 鬼面山 谷五郎         | Gifu                                        | 1869           | 1870             |  |
| 14     | Sakaigawa Namiemon    | 境川 浪右衛門         | Chiba                                       | 1877           | 1881             |  |
| 15     | Umegatani Tōtarō I    | 梅ケ谷 藤太郎         | Fukuoka                                     | 1884           | 1885             |  |
| 16     | Nishinoumi Kajirō I   | 西ノ海 嘉治郎(初代)   | Kagoshima                                   | 1890           | 1896             |  |
| 17     | Konishiki Yasokichi I | 小錦 八十吉           | Chiba                                       | 1896           | 1901             |  |
| 18     | Ōzutsu Man'emon       | 大砲 万右衛門         | Miyagi                                      | 1901           | 1908             |  |
| 19     | Hitachiyama Taniemon  | 常陸山 谷右衛門       | Ibaraki                                     | 1903           | 1914             |  |
| 20     | Umegatani Tōtarō II   | 梅ヶ谷 藤太郎(二代目) | Toyama                                      | 1903           | 1915             |  |
| 21     | Wakashima Gonshirō    | 若島 権四郎           | Chiba                                       | 1905           | 1907             |  |
| 22     | Tachiyama Mineemon    | 太刀山 峰右衛門       | Toyama                                      | 1911           | 1918             |  |
| 23     | Ōkido Moriemon        | 大木戸 森右衛門       | Hyōgo                                       | 1912           | 1914             |  |
| 24     | Ōtori Tanigorō        | 鳳 谷五郎             | Chiba                                       | 1915           | 1920             |  |
| 25     | Nishinoumi Kajirō II  | 西ノ海 嘉治郎(二代目) | Kagoshima                                   | 1916           | 1918             |  |
| 26     | Ōnishiki Uichirō      | 大錦 卯一郎           | Osaka                                       | 1917           | 1923             |  |
| 27     | Tochigiyama Moriya    | 栃木山 守也           | Tochigi                                     | 1918           | 1925             |  |
| 28     | Ōnishiki Daigorō      | 大錦 大五郎           | Aichi                                       | 1918           | 1922             |  |
| 29     | Miyagiyama Fukumatsu  | 宮城山 福松           | Iwate                                       | 1922           | 1931             |  |
| 30     | Nishinoumi Kajirō III | 西ノ海 嘉治郎(三代目) | Kagoshima                                   | 1923           | 1928             |  |
| 31     | Tsunenohana Kan'ichi  | 常ノ花 寛市           | Okayama                                     | 1924           | 1930             |  |
| 32     | Tamanishiki San'emon  | 玉錦 三右衛門         | Kochi                                       | 1932           | 1938 (died)      |  |
| 33     | Musashiyama Takeshi   | 武蔵山 武             | Kanagawa                                    | 1935           | 1939             |  |
| 34     | Minanogawa Tōzō       | 男女ノ川 登三         | Ibaraki                                     | 1936           | 1942             |  |
| 35     | Futabayama Sadaji     | 双葉山 定次           | Ōita                                        | 1937           | 1945             |  |
| 36     | Haguroyama Masaji     | 羽黒山 政司           | Niigata                                     | 1941           | 1953             |  |
| 37     | Akinoumi Setsuo       | 安藝ノ海 節男         | Hiroshima                                   | 1942           | 1946             |  |
| 38     | Terukuni Manzō        | 照國 万蔵             | Akita                                       | 1942           | 1953             |  |
| 39     | Maedayama Eigorō      | 前田山 英五郎         | Ehime                                       | 1947           | 1949             |  |
| 40     | Azumafuji Kin'ichi    | 東富士 欽壱           | Tokyo                                       | 1948           | 1954             |  |
| 41     | Chiyonoyama Masanobu  | 千代の山 雅信         | Hokkaidō                                    | 1951           | 1959             |  |
| 42     | Kagamisato Kiyoji     | 鏡里 喜代治           | Aomori                                      | 1953           | 1958             |  |
| 43     | Yoshibayama Junnosuke | 吉葉山 潤之輔         | Hokkaidō                                    | 1954           | 1958             |  |
| 44     | Tochinishiki Kiyotaka | 栃錦 清隆             | Tokyo                                       | 1954           | 1960             |  |
| 45     | Wakanohana Kanji I    | 若乃花 幹士(初代)     | Aomori                                      | 1958           | 1962             |  |
| 46     | Asashio Tarō III      | 朝潮 太郎             | Hyōgo                                       | 1959           | 1962             |  |
| 47     | Kashiwado Tsuyoshi    | 柏戸 剛               | Yamagata                                    | 1961           | 1969             |  |
| 48     | Taihō Kōki            | 大鵬 幸喜             | Hokkaidō                                    | 1961           | 1971             |  |
| 49     | Tochinoumi Teruyoshi  | 栃ノ海 晃嘉           | Aomori                                      | 1964           | 1966             |  |
| 50     | Sadanoyama Shinmatsu  | 佐田の山 晋松         | Nagasaki                                    | 1965           | 1968             |  |
| 51     | Tamanoumi Masahiro    | 玉の海 正洋           | Aichi                                       | 1970           | 1971 (died)      |  |
| 52     | Kitanofuji Katsuaki   | 北の富士 勝昭         | Hokkaidō                                    | 1970           | 1974             |  |
| 53     | Kotozakura Masakatsu  | 琴櫻 傑将             | Tottori                                     | 1973           | 1974             |  |
| 54     | Wajima Hiroshi        | 輪島 大士             | Ishikawa                                    | 1973           | 1981             |  |
| 55     | Kitanoumi Toshimitsu  | 北の湖 敏満           | Hokkaidō                                    | 1974           | 1985             |  |
| 56     | Wakanohana Kanji II   | 若乃花 幹士(二代目)   | Aomori                                      | 1978           | 1983             |  |
| 57     | Mienoumi Tsuyoshi     | 三重ノ海 剛司         | Mie                                         | 1979           | 1980             |  |
| 58     | Chiyonofuji Mitsugu   | 千代の富士 貢         | Hokkaidō                                    | 1981           | 1991             |  |
| 59     | Takanosato Toshihide  | 隆の里 俊英           | Aomori                                      | 1983           | 1986             |  |
| 60     | Futahaguro Kōji       | 双羽黒 光司           | Mie                                         | 1986           | 1988             |  |
| 61     | Hokutoumi Nobuyoshi   | 北勝海 信芳           | Hokkaidō                                    | 1987           | 1992             |  |
| 62     | Ōnokuni Yasushi       | 大乃国 康             | Hokkaidō                                    | 1987           | 1991             |  |
| 63     | Asahifuji Seiya       | 旭富士 正也           | Aomori                                      | 1990           | 1992             |  |
| 64     | Akebono Tarō          | 曙 太郎               | Hawaii, Hoa Kỳ                              | 1993           | 2001             |  |
| 65     | Takanohana Kōji       | 貴乃花 光司           | Tokyo                                       | 1994           | 2003             |  |
| 66     | Wakanohana Masaru     | 若乃花 勝             | Tokyo                                       | 1998           | 2000             |  |
| 67     | Musashimaru Kōyō      | 武蔵丸 光洋           | Hawaii, Hoa Kỳ (thực ra xuất thân từ Samoa) | 1999           | 2003             |  |
| 68     | Asashōryū Akinori     | 朝青龍 明徳           | Ulaanbaatar, Mông Cổ                        | 2003           | 2010             |  |
| 69     | Hakuhō Shō            | 白鵬 翔               | Ulaanbaatar, Mông Cổ                        | 2007           | 2023             |  |
| 70     | Harumafuji Kōhei      | 日馬富士公平          | Gobi Altai, Mông Cổ                         | 2012           | 2017             |  |
| 71     | Kakuryū Rikisaburō    | 鶴竜 力三郎           | Sükhbaatar, Mông Cổ                         | 2014           | 2021             |  |
| 72     | Kisenosato Yutaka     | 稀勢の里 寛           | Ibaraki                                     | 2017           | 2019             |  |
| 73     | Terunofuji Haruo      | 照ノ富士 春雄         | Ulaanbaatar, Mông Cổ                        | 2021           | Vẫn đang thi đấu |  |